# Hypenetes stigmatias
Hypenetes stigmatias är en tvåvingeart som beskrevs av Friedrich Hermann Loew 1858. Hypenetes stigmatias ingår i släktet Hypenetes och familjen rovflugor. Inga underarter finns listade i Catalogue of Life.